# Miguel Maia
Luis Miguel Barbosa Maia (Paranhos, 23 april 1971) is een voormalig volleybal- en beachvolleybalspeler uit Portugal. In de zaal was hij ruim drie decennia actief voor verschillende Portugese clubs en won hij zestien keer het landskampioenschap en eenmaal de CEV Cup. Als beachvolleyballer nam hij met João Brenha deel aan drie opeenvolgende Olympische Spelen.

## Carrière

### Zaal
Maia begon en eindigde zijn spelerscarrière van ruim drie decennia bij AA Espinho. Hij maakte zijn debuut in het seizoen 1987/88 en speelde zijn laatste seizoen in 2021/22. Daartussen speelde hij als spelverdeler voor verschillende Portugese clubs, waaronder SC Espinho en Sporting CP. Hij won in totaal zestien keer de landstitel, tienmaal de beker en eenmaal de CEV Cup. Sinds het seizoen 2022/23 is hij de hoofdtrainer van AA Espinho.

### Beach

#### 1994 tot en met 2000
Maia vormde voor het merendeel van zijn beachvolleybalcarrière een team met João Brenha. Het duo debuteerde in het seizoen 1994/95 in de FIVB World Tour. Ze namen dat seizoen deel aan twee toernooien met een zevende plaats in Rio de Janeiro als beste resultaat. Het daaropvolgende seizoen deden ze mee aan veertien toernooien in de internationale competitie. Ze kwamen daarbij tot een vierde plaats in Carolina en behaalden verder drie negende plaatsen (Marseille, Espinho en Kaapstad). In 1996 namen Maia en Brenha mee aan het eerste olympische beachvolleybaltoernooi in Atlanta. Het duo verloor in de tweede ronde van de Amerikanen Sinjin Smith en Carl Henkel, maar kwam via de herkansingen alsnog in de halve finale terecht. Deze werd verloren van het Amerikaanse tweetal Mike Dodd en Mike Whitmarsh en in de troostfinale waren de Canadezen John Child en Mark Heese te sterk waardoor Maia en Brenha als vierde eindigden. In de World Tour was het tweetal dat seizoen verder actief op elf toernooien met een zevende plaats in Tenerife als beste resultaat. Het jaar daarop kwamen ze bij tien wedstrijden tot een vierde (Marseille) en twee negende plaatsen (Klagenfurt en Tenerife). Daarnaast deden ze in Los Angeles mee aan de eerste wereldkampioenschappen beachvolleybal; Maia en Brenha werden in de eerste ronde van het hoofdtoernooi uitgeschakeld door de Amerikanen Karch Kiraly en Adam Johnson.
In 1998 speelde het tweetal op twaalf internationale toernooien. In Oostende behaalden ze hun eerste overwinning en verder eindigden ze viermaal op plaats vijf (Lignano, Marseille, Espinho en Alanya). Het daaropvolgende seizoen namen ze deel aan twaalf reguliere FIVB-toernooien, waarbij een tweede overwinning (Moskou) en een vierde plaats (Vitória) behaald werden. Bij de WK in Marseille verloren Maia en Brenha in de tweede ronde van de gebroeders Paul en Martin Laciga uit Zwitserland, waarna ze in de herkansing door het Amerikaanse duo Eric Fonoimoana en Dain Blanton werden uitgeschakeld. In 2000 deden ze in aanloop naar de Spelen mee aan negen toernooien in de World Tour waarbij ze vier toptienklasseringen noteerden; in Tenerife en Stavanger werden ze vijfde en in Rosarito en Lignano eindigden ze als negende. Daarnaast nam Maia met Alexandre Alfonso deel aan het Open-toernooi van Espinho. Bij de Olympische Spelen in Sydney was Maia de vlaggendrager voor Portugal tijdens de openingsceremonie. In het olympisch beachvolleybaltoernooi bereikten Maia en Brenha opnieuw de halve finale. Deze werd verloren van Fonoimoana en Blanton – de latere kampioenen – en in de strijd om het brons waren de Duitsers Jörg Ahmann en Axel Hager te sterk waardoor ze wederom als vierde eindigden. In november dat jaar kwam het duo nog tot een dertiende plaats in Vitória.

#### 2001 tot en met 2011
Het daaropvolgende seizoen namen Maia en Brenha deel aan negen reguliere FIVB-toernooien met een negende plaats in Stavanger als beste resultaat. Bij de WK in Klagenfurt eindigden ze eveneens als negende nadat ze in de achtste finale werden uitgeschakeld door Fonoimoana en Blanton. Bij de EK in Jesolo verloor het duo in de tweede ronde van de Zwitsers Stefan Kobel en Patrick Heuscher, waar het in de vijfde ronde van het herkansingsschema werd uitgeschakeld door het eveneens Zwitserse tweetal Sascha Heyer en Markus Egger. In 2002 waren Maia en Brenha actief op acht internationale toernooien waarbij ze tot drie negende plaatsen kwamen (Berlijn, Espinho en Cádiz). Het jaar daarop deden ze in aanloop naar de WK mee aan zes wedstrijden in de World Tour met een vijfde plaats in Marseille als beste resultaat. Bij de WK in Rio bereikten ze de halve finale maar moesten ze opgeven vanwege een hamstringblessure van Maia waardoor ze ook de wedstrijd om het brons aan zich voorbij moesten laten gaan. In 2004 speelden ze twee FIVB-wedstrijden en namen ze deel aan de Spelen in Athene, waar ze als negende eindigden nadat de achtste finale verloren werd van Heuscher en Kobel.
Het daaropvolgende seizoen deed het duo mee aan zeven reguliere toernooien in de World Tour met een zevende plaats in Athene als beste resultaat. Bij de WK in Berlijn verloren ze in de eerste ronde van de Esten Kristjan Kais en Rivo Vesik, waarna ze in de derde herkansingsronde werden uitgeschakeld door de Brazilianen Harley Marques en Benjamin Insfran. Maia speelde daarnaast twee internationale wedstrijden met Nelson Brizida. In 2006 kwamen Maia en Brenha bij acht FIVB-toernooien tot een negende plaats in Roseto degli Abruzzi. Het jaar erna namen ze deel aan negen reguliere wedstrijden in het internationaal circuit en behaalden ze twee negende plaatsen (Zagreb en Montreal). Bij de WK in Gstaad bereikten ze de zestiende finale die verloren werd van de latere kampioenen Phil Dalhausser en Todd Rogers. In 2008 speelden Maia en Brenha voor het laatst samen; ze waren actief op zes toernooien en eindigden tweemaal als dertiende (Barcelona en Stare Jabłonki). Van 2009 tot en met 2011 vormde Maia vervolgens een team met Pedro Rosas. Het eerste jaar behaalden ze een vijfde plaats in Kristiansand, maar in de daaropvolgende seizoenen kwamen ze niet verder dan drie vijf-en-twintigste plaatsen.

## Palmares

### Beach
Kampioenschappen
- 1996: 4e OS
- 2000: 4e OS
- 2001: 9e WK
- 2003: 4e WK
- 2004: 9e OS

FIVB World Tour
- 1998:  Oostende Open
- 1999:  Moskou Open